# Becco dell'Aquila
Il Becco dell'Aquila (2.809 m s.l.m.) è una montagna della Catena Bucie-Grand Queyron-Orsiera nelle Alpi Cozie. La montagna si colloca tra la val Chisone e la val Germanasca, e delimita i comuni di Fenestrelle, Roure Chisone, Massello(e Perrero vicino).

## Caratteristiche

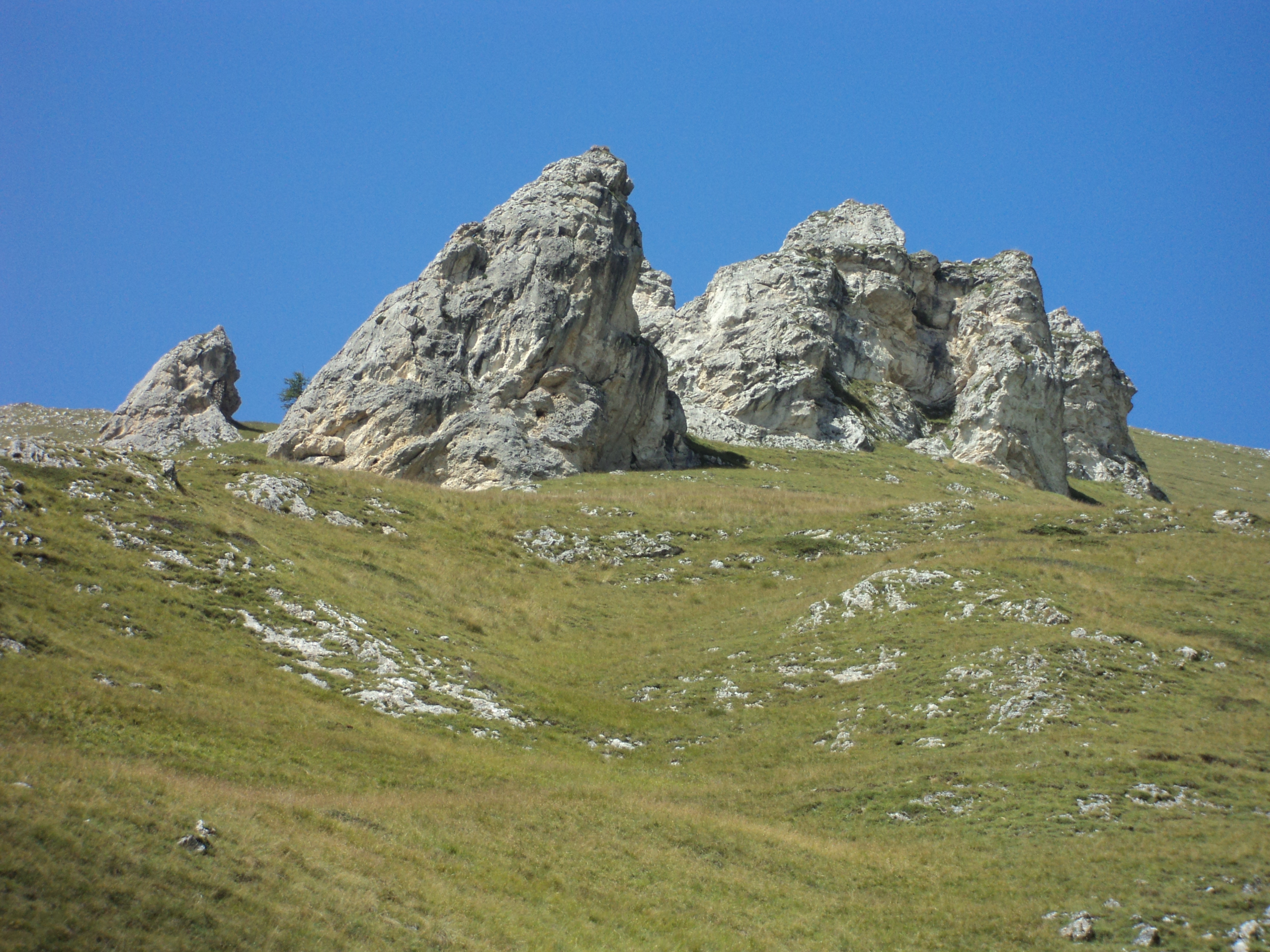
Vallone di Bourcet, i c.d. Dodoci Apostoli, situati appena sotto del Becco dell'Aquila

Essa si trova alla testata del vallone di Bourcet.
Dalla vetta si dipartono tre creste: la prima andando verso ovest si innalza verso il Bric Rosso e poi la Fea Nera; la seconda andando verso sud-est si abbassa alla Punta Raccias e poi alla Punta Muret e, infine, la terza scende verso nord-est.

## Salita alla vetta
Per salire sulla vetta si può partire dalla frazione Serre del vallone di Bourcet (1.723 m). Dalla frazione risalendo il pendio erboso ci si porta velocemente sulla cresta in corrispondenza del Gran Col (2.000 m circa). Seguendo la lunga cresta quasi tutta erbosa prima in direzione ovest verso il cocuzzolo del Clot delle Pertiche (2.297 m) e poi, quando questa diventa più ripida, in direzione sud-ovest si perviene senza difficoltà all'anticima del Becco dell'Aquila, su cui sono sistemati due rudimentali bastoni di alluminio. Per raggiungere la croce di vetta metallica finale bisogna arrampicare per un breve tratto però abbastanza esposto di cresta rocciosa (sono presenti delle catene). La salita è considerata per "Escursionisti Esperti" ("EE").